# Tours-en-Savoie
Tours-en-Savoie es una comuna francesa situada en el departamento de Saboya, en la región Auvernia-Ródano-Alpes.

## Demografía
| 636 | 578 | 647 | 698 | 786 | 741 | 800 | 849 | 949 |
| Para los censos de 1962 a 1999 la población legal corresponde a la población sin duplicidades (Fuente: INSEE [Consultar]) |     |     |     |     |     |     |     |     |